# Don't Mug Yourself
"Don't Mug Yourself" er en sang af den britiske rapper The Streets, første gang udgivet i oktober 2002. Nummeret blev udgivet som det 9. spor på debutalbummet Original Pirate Material i 2002, og var 4. single derfra. Sangen rappes af Mike Skinner og hans ven Calvin Bailey. Den kom på nummer 21 på UK Singles Chart.

## Tracklite

### CD 1
1. "Don't Mug Yourself" (Video Edit)
2. "Don't Mug Yourself" (Out Takes)
3. "Streets Score"
4. "Don't Mug Yourself" (Enhanced CD-Rom Video)

### CD 2
1. "Don't Mug Yourself" (Album Version)
2. "Weak Become Heroes" (Röyksopp's Memory Lane Mix)
3. "Has It Come To This?" (High Contrast 'It's Come To This' Remix)